# Hoya pusilliflora
Hoya pusilliflora är en oleanderväxtart som beskrevs av Spencer Le Marchant Moore. Hoya pusilliflora ingår i släktet Hoya och familjen oleanderväxter. Inga underarter finns listade i Catalogue of Life.